# Велики Табор
Велики Табор (хорв. Veliki Tabor) — один из наиболее хорошо сохранившихся средневековых замков на территории Хорватии. Расположен близ посёлка Десинич на севере страны, в исторической области, именуемой Хорватским Загорьем.
Замок представляет из себя выполненное в стиле готики и Возрождения трёхэтажное пятиугольное здание, где роль четырёх углов выполняют обрамлённые консолями полукруглые башни, соединённые друг с другом крепостными стенами, а пятый угол, являющийся входной башней, выполнен в виде пятиугольного бастиона.

## История
Замок был возведён во второй половине XV века, на месте построенной веком раньше усадьбы под названием Великотабор или Врбовец, принадлежавшей графам Цельским. После смерти последнего представителя рода Цельских в XV веке земельный участок перешёл во владение бана Славонии Яна Витовца и его сына Юрая. Именно в период их владения замок впервые был упомянут в письменных источниках. С 1486 по 1502 год замок поочерёдно принадлежал королю Венгрии и Хорватии Матьяшу I и его сыну Яношу Корвину, после чего вплоть до 1793 года замком владели представители дворянского рода Раткай. С 1793 года Велики Табором стала владеть Венгерская судебная палата, использовавшая замок в качестве тюрьмы вплоть до краха Австро-Венгрии в конце 1918 года.
В 1927 году замок купил хорватский художник Отон Ивекович, который прожив в нём со своей семьёй до 1935 года, оставил его пустовать на четыре года, после чего замок был продан администрации бановины.
В первом десятилетии XXI века замок стал частью музея Хорватского загорья и местом проведения ежегодного международного фестиваля короткометражных фильмов Tabor Film Festival. Одним из главных пунктов в программе музея является экспозиция посвящённая убитой в этих краях в 1425 году Веронике из Десинича, являвшейся любовницей, а затем и женой владельца усадьбы Фридриха II Цельского, останки которой, по информации музея, замурованы в стенах Велики Табора.